# 나스 스케미쓰
나스 스케미쓰(일본어: 那須資弥, 1628년 ~ 1687년 8월 2일)는 에도 시대 전기의 하타모토, 다이묘이다. 시모쓰케 나스 번주, 동국 가라스야마 번 초대 번주를 지냈다. 나스씨 제24대 당주.

## 참고 자료
- 간세이 중수제가보(寛政重修諸家譜) - 제735권

| 전임 막부령(마쓰다이라 야스나오) | 나스 번 번주 (나스가, 재봉) 1664년 ~ 1681년 | 후임 폐번 |

| 전임 이타쿠라 시게타네 | 제1대 가라스야마 번 번주 (나스가) 1681년 ~ 1687년 | 후임 나스 스케노리 |